# Wanda Krawczonok
Wanda Krawczonok (lit. Vanda Kravčionok; *   6. August 1969 in Rajongemeinde Vilnius) ist eine litauische Politikerin polnischer Herkunft.

## Leben
Nach dem Abitur 1987 an der  11. Mittelschule Vilnius arbeitete sie von 1987 bis 1991 im Werk AB PLASTA als Operatorin beim Informatik-Dienst. 1993 absolvierte sie als Regisseurin des Laientheaters das Studium der polnischen Kultur in Białystok  und danach das Studium an der Fakultät für Sozialpädagogik der Hochschule in Łódź. Von  1994 bis 1997 arbeitete sie bei Lietuvos lenkų sąjunga. Von 2001 bis 2004 war sie Gehilfin von Tomaševskis im Seimas und von 2004 bis 2012 Beraterin der Bürgermeisterin der Rajongemeinde Vilnius.
Von 2011 bis 2012 war sie Mitglied im Stadtrat Vilnius. Seit 2012 ist sie Mitglied im Seimas.
Sie ist Mitglied der Lietuvos lenkų rinkimų akcija.
Sie ist verheiratet. Mit dem Mann Jevgenij hat sie die Kinder Edvin und Kamil.